# Băhnășeni, Bacău
Băhnășeni este un sat în comuna Pârjol din județul Bacău, Moldova, România.

## Așezarea geografică
Satul Băhnășeni (bahna  înseamnă loc mlăștinos) este așezat pe apa Solonțului, cu axa principală orientată de la vest la est, între satul Sărata în amonte și  satul Tărâța  (Gura Solonțului)  în aval, având pe axa secundară, la nord  Pârâul Barnei, iar la sud Pârâul Coșarilor.
Teritoriul  localității este frământat , predominând dealurile (ce nu depășesc 800 metri altitudine) și văile foarte înguste ,solul este slab productiv. În partea de  nord a localității Băhnășeni, pe dealul Arama, se află o pădure  pe care localnicii o numesc Pădurea cea mare, în care predomină fagul, carpenul, paltinul, stejarul.  Din cele mai vechi timpuri  această pădure asigura locuitorii cu lemn de foc. Satul se află în general pe partea stângă (de nord) a pârâului Solonț (sub formă de aliniament), iar drumul care pleacă din Băhnășeni  prin fața Bisericii pe Dealul Ariei, realizează legătura  cu satul Leontinești, de pe șoseaua Bacău – Moinești. În fața satului , pe versantul de sud , până  pe dealul Sorbului , este izlazul (loc de pășunat pentru vite, de la sfârșitul primăverii până toamna târziu). După deschiderea sezonului de pășunat , se organizează cirezi de vite cu văcari plătiți.

## Istoria
Satul Băhnășeni se pare că poartă numele unei persoane: Băhnaș sau Bahnaș. Pe la începutul secolului XVI-lea satul se numea Pleșești, iar pârâul Solonț se numea Caraclău (dar și Caltova).
„La 10 martie 1502, voievodul Ștefan cel Mare dădea cneaghinei Magda, nepoata Atalesiei, satul Rădeni, ce este între Dragomirna de la Pârâul Sec și între Bogdana, unde a fost Miclăuș faur, în schimbul satului Pleșești pe Caraclău. Acest sat este unul și același cu satul Băhnășeni din ținutul Bacău, fiind pomenit și în alte documente de la data de 20 aprilie 1627 și respectiv la 2 aprilie 1628. „Conform Tezaurului Toponimic al României”, Băhnășenii ar fi înghițit satul Pleșești. În „Cronica Liuzilor”pe 1803,  satul era a banului  Constantin Miclescu, același  proprietar stăpânindu-l și în 1816.”
Satul Băhnășeni a fost reședință de comună între anii 1864-1876;1887-1927 și 1931-1950, înglobând satele învecinate.
Pe parcursul celor trei veacuri de existență, localitatea a cunoscut mai multe denumiri, variante a unei grafii diferite a toponimicului  Băhnășeni, după cum urmează: Băhniceni, Bahnașenii, Bahmașennii, Băhnășenii și Cehnășenii.
În ce privește izvoarele catografice , localitatea apare pentru prima dată  în anul 1790 în harta lui Otzellowitz.
Din punct de vedere al culturii  populare materiale și spirituale,localitatea Băhnășeni se încadrează în zona etnografică Trotuș.
Toponimele dealurilor din jur: Aramei, Sorbului,Ariei,Runcului; pâraile: Solonț, Barnei,Zugravul, Arman, Coșar, Băhnășoaia ; fundăturile: Fundoaia, Fleșcoaia, Zăvoare, etc.
Configurația vetrei satului nu a fost dintotdeauna  cea care ne apare astăzi. La început satul s-a construit pe trei ochiuri de luncă , pe valea pârâului Solonț. La poalele unui  deal , situat pe partea dreaptă a pârâului  Solonț, a fost  amplasată biserica , iar pe stânga școala, primăria și majoritatea gospodăriilor țărănești. Satul s-a extins în aval spre Tărâța și în amonte spre Sărata. Din dreptul  bisericii satul se ramifică spre Dealul Arie, de-a lungul pârâului Coșarului, pe o distanță de 4 km (cătun desființat și comasat cu Băhnășeni  în 1968). În anii 1980-1981 ,satul a fost electrificat.
Drumurile de legătură cu satele vecine sunt puține. Un drum ce merge pe lângă vadul pârâului Solonț,spre  satul Tărâța ,taie dealul din partea de răsărit a satului realizând legătura cu satul  Pârjol ( drum asfaltat în perioada 2015-2016).
Dintr-o statistică a vremii, reținem:
a/. 1690 (7198) feb. 5  de la Constantin v.v. Pentru jumătate din s. Băhnășeni al Mănăstirii Tazlău.
b/. În anul 1707, este menționat Ianciu din  Băhnășeni, ca martor pentru moșia  Spineni pe Tazlăul Mare, iar la 1777, jumătate din sat era a urmașilor lui Gavril Niculescu (Bălan, D. Docbucov. r.c. pag. 33).
c/. 1878 ian. 25 Bacău, „Adresă a Prefectului Județului Bacău, către Marele Cartier General al Armatei Române,  prin care se înaintează tabelul cu militarii din Băhnășeni  plasa Tazlăul Mare, care nu au primit încă decorația  „Crucea Trecerii Dunării”.

## Monumente istorice
a/ În fața bisericii ortodoxe cu hramul „Sfinții Arhangheli Mihail și Gavriil” (8 noiembrie), la cererea veteranilor de război, s-a ridicat în anul 2003 de către Consiliul Parohial condus de Nicolae Ardeleanu un monument în memoria eroilor din satul Băhnășeni căzuți în al Doilea Război Mondial (1941-1945) pentru apărarea ființei naționale. Monumentul cu numele a 32 de eroi a fost refăcut în anul 2006.
  b/ În anul 2013, frații colonelul Mihai Purcaru și Ionel Purcaru (doi fii ai satului) au descoperit printr-un efort deosebit într-o magazie a bisericii un tablou (degradat și indescifrabil), ascuns (și uitat) de către săteni, în urma profanării în anul 1952 de către regimul comunist a troiței ce era amplasată în fața școlii. Pe tablou se găseau scrise numele a 29 de eroi căzuți la datorie în Primul Război Mondial (1916-1919). Cu un efort financiar propriu numele acestor eroi au fost înscrise pe placa de marmură a monumentului  existent și sfințit în cadrul unei ceremonii militar-religioase la 8 noiembrie, zi de sărbătoare a „Sfintei Fecioare Maria.”

## Personalități

### Savin Cazacu
Născut la 29 martie1905, în satul Pârjol comuna Băhnășeni, a îmbrățișat învățământul, după studiile de specialitate a fost învățător în mai multe școli  din țară. În 26 iunie 1941 este mobilizat și trimis pe front cu gradul de locotenent în cadrul batalionului 18 Vânători de munte. În 18 iunie cade în fruntea companiei în localitatea Țiganca din Republica Moldova. Pentru faptele sale de arme este  decorat prin Înalt Decret  Regal și avansat la gradul de căpitan, postmortem.

## Demografia
Datele statistice despre locuitorii  satului reflectă numărul foarte mic de locuitori, ce treceau prin momente foarte grele, situație reflectată și de următoarea documentație din „Condica Liuzilor” pe anul 1803: „Băhnășeni, nr. Liuzilor 23,Birul  pe sfert 144, Birul pe un an 576”.
Încă din secolul al XIX-lea se execută recensământul populației , rezultatele erau folosite la diferite analize și planuri.
La recensământul populației din 20 octombrie 2011, satul Băhnășeni dispunea de: 290 case, 266 gospodării, 904 locuitori.
Structura socială a populației este omogenă , toți locuitorii sunt români de religie ortodoxă.

## Învățământul școlar
Arhivele Statului Român-Bacău, vol. II, p.346 (1984), mențtionează că primul local de școală a fost construit în anul 1927 (astăzi în acest local funcționează Căminul  Cultural. În perioade diferite au funcționat clasele 1-4 ,1-5 sau  1-7. Lângă acest local în anul 1976, (pe locul unde s-a aflat localul Primăriei) s-a construit un nou local de școală.

## Biserica și viața spirituală
Parohie Ortodoxă – categoria 2 rural - 242  familii;
- Hramul – Sf. Arhangheli Mihail și Gavriil ;
- Data ridicării – 1848 ;
- Pictată de Jean Dumitrescu  - 1944;
Biserica din satul Băhnășeni se află pe malul drept al  pârâului Solonț, la 5km. de șoseaua  Bacău – Moinești.         

## Economia
Ocupația de bază a locuitorilor a fost agricultura, creșterea animalelor,diferite meșteșuguri precum: olăritul, prelucrarea lemnului, cărăușia,etc.